# Katarzyna Borowiecka
Katarzyna Borowiecka – polska dziennikarka radiowa i telewizyjna.
Jako autorka programów i komentatorka zajmuje się kulturą, przede wszystkim filmem, serialami, literaturą i komiksami.

## Życiorys
Absolwentka polonistyki na Uniwersytecie Jagiellońskim. Studiowała także socjologię.
W latach 2007–2020 pracowała w Programie III Polskiego Radia, gdzie trafiła jako laureatka konkursu Grasz o staż. Prowadziła między innymi audycje: Do Południa, Klub Trójki, Listy ze Świata i ABC popkultury. Kierowała też redakcją publicystyki. W latach 2010–2019 zajmowała się również konkursem Talenty Trójki dla młodych artystów. Z radia odeszła w maju 2020, powróciła jednak w lipcu na prośbę Kuby Strzyczkowskiego, redaktora naczelnego. Rozgłośnię ponownie opuściła w sierpniu tegoż roku.
Prowadziła magazyn Aktualności Filmowe+ w telewizji Canal+Polska (2015-2019). Od września 2019 roku prowadziła cykl Kino Mówi w AleKino+.
Od listopada 2019 do lutego 2021 tworzyła autorski podcast o popkulturze – POPcast. Zaprasza Katarzyna Borowiecka.
Do 2024 pracowała jako dziennikarka w Radiu 357. W tymże roku powróciła do radiowej Trójki, gdzie objęła funkcję kierowniczki redakcji słowa.

## Nagrody
Za autorską audycję ABC popkultury została nagrodzona MediaTORem w kategorii NawigaTOR w 2018 roku.